# Cantone di Fontenay-le-Comte
Il Cantone di Fontenay-le-Comte è una divisione amministrativa dell'arrondissement di Fontenay-le-Comte.
A seguito della riforma complessiva dei cantoni del 2014 è passato da 11 a 32 comuni.

## Composizione
Prima della riforma del 2014 comprendeva i comuni di:
- Auzay
- Chaix
- Fontaines
- Fontenay-le-Comte
- Le Langon
- Longèves
- Montreuil
- L'Orbrie
- Pissotte
- Le Poiré-sur-Velluire
- Velluire

Dal 2015 è passato a 32 comuni, diventati poi 31 per effetto della fusione dei di comuni di Doix e Fontaines per formare il nuovo comune di Doix-lès-Fontaines.:
- Auzay
- Benet
- Bouillé-Courdault
- Chaix
- Damvix
- Doix-lès-Fontaines
- Faymoreau
- Fontenay-le-Comte
- Foussais-Payré
- Le Langon
- Liez
- Longèves
- Maillé
- Maillezais
- Le Mazeau
- Mervent
- Montreuil
- Nieul-sur-l'Autise
- L'Orbrie
- Oulmes
- Pissotte
- Le Poiré-sur-Velluire
- Puy-de-Serre
- Saint-Hilaire-des-Loges
- Saint-Martin-de-Fraigneau
- Saint-Michel-le-Cloucq
- Saint-Pierre-le-Vieux
- Saint-Sigismond
- Velluire
- Vix
- Xanton-Chassenon